# Judiska kalendern
Den judiska kalendern (eller hebreiska kalendern) är en lunisolarkalender och har sin form från den Babyloniska kalendern men har som utgångspunkt för årsberäkningen världens tillkomst Anno Mundi (hebreiska: לבריאת העולם, Livryat haOlam), vilket enligt den mosaiska skapelseberättelsen är den 1 Tishri (7 oktober) år 3761 f.Kr. Den bestämmer tiden för de judiska helgdagarna, vilken del av Torah som ska läsas vid lördagens gudstjänst, yahrzeits (årsdagen för de bortgångna). Innevarande dygn överlappar med den 5 Adar 5785, men det judiska dygnet börjar kvällen innan klockan 18.00.
Judar (och staten Israel) räknar numera början av varje nytt år enligt Livryat haOlam (Anno Mundi) med månmånaden Tishri (Rosh Hashana, infaller 5 september-5 oktober vid nymåne, då gud skapade världen kl 18 (solens nedgång) den 1 Tishri (7 oktober) år 3761 f.Kr och räknar åren sedan dess). Dock är Nisan som infaller vanligen i april den första månaden i den judiska kalendern då man tidigare hade Anno Graecorum-årsräkning istället för som numera Anno Mundi, så nyår infaller numera i början av 7:e månaden, dvs 1 Tishri. Detta då den judiska kalendern fastställdes under den tidigare kontraktens era, dvs den babylonska varianten av Anno Graecorum med nyår 1 Nisan (i april) som första månad, medan man numera sedan ca 1500 år räknar år sedan världens skapelse.

## Bakgrund och beskrivning
Kalendern har sina ursprungliga rötter i Babyloniska kalendern för system med veckor, dygn, timmar, minuter och sekunder, med huvudsaklig skillnad i definitionerna av årsberäkning och månader. Vi har en obruten serie av 7 veckodagar sedan babylonernas tid inom alla de kristna, muslimska och judiska kalendrarna. 
Kalendern föregicks av och har betydande likheter med Anno Graecorum innan övergången till den nuvarande Anno Mundi-tidräkningen på medeltiden. 
Kalendern byggde ursprungligen på direkt observation av månens fas för att bestämma månad samt observation av mognaden av korn för att bestämma eventuellt skottår. Denna kalender används ännu idag av karaiter. Först efter Jerusalems förstörelse år 70 började kalendern standardiseras med aritmetisk grund, med målet att efterlikna den gamla observationsbaserade kalendern. De principer för kalendern som gäller idag nedtecknades 1178 av Maimonides i Mishneh Torah.
Den judiska kalendern är en lunisolarkalender, liknande den kinesiska kalendern, som mäter månader i månkretslopp och år i solkretslopp. Detta till skillnad mot den nästan helt och hållet månkretsloppskopplade islamska kalendern och den nästan helt solkretsloppkopplade gregorianska kalendern.
Ett normalt år i den judiska kalendern har tolv månader, och eftersom tiden för ett månkretslopp är ungefär 29,54 dagar har normalt hälften av månaderna 29 dagar och den andra hälften 30, totalt 354 dagar. Ett solår har knappt 365,25 dygn, så om inget gjordes skulle årstiderna ganska snabbt förskjutas så att årets högtider inföll under fel årstid. Man kompenserar för detta i den moderna kalendern, dels genom att lägga in en extra månad under sju av de år som infaller under en period på nitton år och dels genom att låta längden på två av årets månader variera mellan 29 och 30 dagar.
Speciellt för den judiska kalendern är att dygnet börjar vid aftonen i enlighet med skapelseberättelsens formulering: ”Och det vart afton och det vart morgon den första dagen”. Denna egenhet lever kvar i ecklesiastiskt bruk i Sverige, bland annat i form av helgmålsringning som äger rum klockan 18.00 på lördagar. På samma sätt börjar juldagen med julafton kl 18 den 24 december.

## Månadernas namn och längd
| Nummer | Hebreiskt namn | Längd             | Babylonsk motsvarighet | Kommentar                                |
| ------ | -------------- | ----------------- | ---------------------- | ---------------------------------------- |
| 1      | Nisan / Nissan | 30 dagar          | Nisannu                | Kallas aviv (våren) i bibeln             |
| 2      | Ijar           | 29 dagar          | Airu                   | Kallad ziv i bibeln                      |
| 3      | Sivan          | 30 dagar          | Sivannu                |                                          |
| 4      | Tammuz         | 29 dagar          | Dûzu                   |                                          |
| 5      | Ab             | 30 dagar          | Abu                    |                                          |
| 6      | Elul           | 29 dagar          | Ululu                  |                                          |
| 7      | Tischri        | 30 dagar          | Tasrîtu                |                                          |
| 8      | Cheschvan      | 29 eller 30 dagar | Arah-samna             | Skrivs också heschvan eller marcheschvan |
| 9      | Kislev         | 30 eller 29 dagar | Kisilivu               | Skrivs också schislev                    |
| 10     | Tebet          | 29 dagar          | Dhabitu                |                                          |
| 11     | Schebat        | 30 dagar          | Sabadhu                |                                          |
| 12     | Adar           | 30 eller 29 dagar | Addaru                 | 30 dagar under skottår                   |
| 13     | Veadar         | 29 dagar          |                        | Endast i skottår                         |

Under skottår är adar den extra månaden. Veadar (eller adar beit – andra adar) är då den egentliga adar, och har som vanligt 29 dagar. Till exempel firas högtiden purim i skottår i veadar och inte i adar.

## Noggrannhet
Den andra judiska kalendern är baserad på att ett månkretslopp motsvarar 29 dagar, 12 timmar, 44 minuter och 3 1/3 sekunder (man räknar egentligen inte med minuter och sekunder, utan med 1080-delar av en timme, därav den tredjedels sekunden), medan den astronomiska månaden för närvarande är 29 dagar, 12 timmar, 44 minuter och 2,841 sekunder. Detta betyder att den andra judiska kalendern i långsam takt kommer att förskjutas gentemot den astronomiska kalendern.
Detta kommer kanske med tiden att bli alltmer problematiskt, eftersom många av de judiska helgdagarna är säsongsknutna. Till exempel kallas judiska påsken (pesach) ”vårens högtid”. Det är dock problematiskt att justera kalendern, då den är del av den judiska lagen, och som sådan kan den bara ändras av en så kallad sanhedrin, en judisk domstol som bara kan samlas om det tredje judiska templet börjar byggas. Men skillnaden lär inte motsvara mer än en dag på 216 år, så det torde inte vara någon större brådska med att lösa problemet.